# Гросельфинген
Гросельфинген (нем. Grosselfingen) — община в Германии, в земле Баден-Вюртемберг. 
Подчиняется административному округу Тюбинген. Входит в состав района Цоллернальб.  Население составляет 2096 человек (на 31 декабря 2010 года). Занимает площадь 16,15 км².